# Isabelle Stevenson Award
Der Isabelle Stevenson Award ist ein philanthropischer Sonderpreis, der seit 2009 jährlich im Rahmen der Tony Awards verliehen wird.

## Geschichte und Hintergrund
Die Tony Awards werden seit 1947 jährlich in zahlreichen Kategorien von circa 700 Juroren vergeben, die sich aus der Unterhaltungsbranche und Presse der Vereinigten Staaten rekrutieren. Seit 2009 wird hier als Sonderpreis ohne Wettbewerb der Isabelle Stevenson Award verliehen, um „eine Person aus der Theatergemeinschaft zu würdigen, die einen wesentlichen Beitrag an freiwilliger Zeit und Mühe im Namen einer oder mehrerer humanitärer, sozialer oder wohltätiger Organisationen geleistet hat, unabhängig davon, ob diese Organisationen mit dem Theater in Verbindung stehen“. Der Preis ist nach Isabelle Stevenson benannt, einer Tänzerin, die vor Publikum in der ganzen Welt auftrat und bis zu ihrem Tod im Jahr 2003 Präsidentin und später Vorstandsvorsitzende des American Theatre Wing war.

## Gewinner
| Jahr      | Bild | Gewinner              | Weitere Informationen | Referenz |
| --------- | ---- | --------------------- | --- | -------- |
| 2009      |      | Phyllis Newman        | Newman gründete 1995 The Phyllis Newman Women's Health Initiative und sammelte dafür 3,5 Millionen Dollar | [ 3 ]    |
| 2010      |      | David Hyde Pierce     | Pierce ist Ehrenmitglied des nationalen Vorstands der Alzheimer's Association und setzt sich für die Erforschung der Alzheimer-Krankheit ein | [ 4 ]    |
| 2011      |      | Eve Ensler            | Ensler gründete die weltweite V-Day-Bewegung, um Gewalt gegen Mädchen und Frauen zu stoppen | [ 5 ]    |
| 2012      |      | Bernadette Peters     | Peters gründete zusammen mit der Schauspielerin Mary Tyler Moore die Tierhilfsorganisation Broadway Barks, die sich für die Einrichtung von Tierheimen für obdachlose Haustiere in New York City einsetzt | [ 6 ]    |
| 2013      |      | Larry Kramer          | Kramer war Mitbegründer der Gay Men’s Health Crisis und gründete später ACT UP, ein internationales Aktivisten- und Aktionsnetzwerk zur Entwicklung von Behandlungsmethoden für HIV/AIDS | [ 7 ]    |
| 2014      |      | Rosie O’Donnell       | O'Donnell gründete 2003 die gemeinnützige Kunsterziehungsorganisation Rosie's Broadway Kids (jetzt Rosie's Theater Kids), um Schülern öffentlicher Schulen in New York City die Möglichkeit zu geben, Tanz, Schauspiel und Musik zu lernen                                                                                    | [ 8 ]    |
| 2015      |      | Stephen Schwartz      | Als langjähriges Vorstandsmitglied der ASCAP Foundation und des ASCAP Musical Theatre Workshop förderte Schwartz den schriftstellerischen Nachwuchs. Als Präsident der Dramatists Guild of America half er bei der Entwicklung neuer Partnerschaften                                                                          | [ 9 ]    |
| 2016      |      | Brian Stokes Mitchell | Durch seinen Einsatz für den Actors Fund of America unterstützte Mitchell diejenigen in der Unterhaltungsbranche, die sich in einer Krise oder in einer Übergangsphase befanden | [ 10 ]   |
| 2017      |      | Baayork Lee           | Lee gründete das National Asian Artists Project, um asiatisch-amerikanische Theaterkünstler durch Öffentlichkeitsarbeit, Bildungsprogramme und Aufführungen zu fördern | [ 11 ]   |
| 2018      |      | Nick Scandalios       | Scandalios, stellvertretender Geschäftsführer der Nederlander Organization, einem der größten Theaterbetreiber in den Vereinigten Staaten, arbeitet ehrenamtlich im Vorstand des Family Equality Council mit, um die Rechte und die Sicherheit von LGBT-Familien und ihren Kindern zu schützen                                | [ 12 ]   |
| 2019      |      | Judith Light          | Light setzt sich für HIV/AIDS ein und unterstützt die Rechte von Lesben, Schwulen und Bisexuellen durch ihre philanthropische Arbeit. | [ 13 ]   |
| 2020/2021 |      | Julie Halston         | Halston wurde für ihre Arbeit und ihr Engagement bei der Beschaffung von Mitteln und der Öffentlichkeitsarbeit für die Pulmonary Fibrosis Foundation geehrt | [ 14 ]   |
| 2022      |      | Robert E. Wankel      | Wankel erhielt Anerkennung für seine Unterstützung des Actors Fund, Broadway Cares, der American Academy of Dramatic Arts und für „seine Großzügigkeit und seinen Einsatz für das Wohl unserer Broadway-Gemeinschaft in den letzten vier Jahrzehnten und insbesondere angesichts einer globalen Krise, der unermesslich ist.“ | [ 15 ]   |
| 2023      |      | Jerry Mitchell        | Mitchell wurde für „sein Engagement und seine Beiträge zu Broadway Cares/Equity Fights AIDS und für mehr als drei Jahrzehnte ehrenamtliches Engagement im künstlerischen Bereich“ geehrt. | [ 16 ]   |
| 2024      |      | Billy Porter          | Porter wurde für „seine Arbeit mit der Elizabeth Taylor AIDS Foundation und dem Entertainment Community Fund“ geehrt. | [ 17 ]   |